# Episodi di Prima o poi divorzio! (seconda stagione)
La seconda stagione della serie televisiva Prima o poi divorzio!, composta da 24 episodi, è andata in onda negli Stati Uniti d'America dal 24 settembre 2001 al 13 maggio 2002 sul canale CBS.
In Italia è andata in onda in prima visione dal 5 giugno 2006 al 6 luglio 2006 su Italia 1.
| nº | Titolo originale                               | Titolo italiano                  | Prima TV USA      | Prima TV Italia |
| -- | ---------------------------------------------- | -------------------------------- | ----------------- | --------------- |
| 1  | Who's on First                                 | Un metodo naturale               | 24 settembre 2001 | 5 giugno 2006   |
| 2  | Christine's Journey                            | Il personal trainer              | 1º ottobre 2001   | 6 giugno 2006   |
| 3  | Guarding Greg                                  | In guardia                       | 8 ottobre 2001    |                 |
| 4  | Baby Fight Club                                | Bulli e pupe                     | 15 ottobre 2001   |                 |
| 5  | The Ticket                                     | La multa                         | 22 ottobre 2001   |                 |
| 6  | Halloween                                      | Halloween                        | 29 ottobre 2001   |                 |
| 7  | The Good Dad                                   | Il papà perfetto                 | 5 novembre 2001   |                 |
| 8  | Kentucky Top Hat                               | Taglio da bullo                  | 12 novembre 2001  |                 |
| 9  | Guess Who's Not Coming to Dinner               | La nonna nel letto               | 19 novembre 2001  |                 |
| 10 | Are We There Yet?                              | Tutto in un weekend              | 26 novembre 2001  |                 |
| 11 | A Complicated Plot (a.k.a. "Complicated Plot") | Incubi natalizi                  | 17 dicembre 2001  |                 |
| 12 | One Fish, Two Fish, Dead Fish, Blue Fish       | Il pesciolino                    | 7 gennaio 2002    |                 |
| 13 | You're Out... of Dreams                        | Un sogno infranto                | 14 gennaio 2002   |                 |
| 14 | Favorite Son                                   | L'alunno preferito               | 28 gennaio 2002   |                 |
| 15 | Walk Like a Man                                | Un uomo vero                     | 4 febbraio 2002   |                 |
| 16 | Greg's New Friend                              | Amici per forza                  | 25 febbraio 2002  |                 |
| 17 | Room for Improvement                           | La stanza nuova                  | 4 marzo 2002      |                 |
| 18 | Johnny Ampleseed                               | I due volontari                  | 25 marzo 2002     |                 |
| 19 | Dances with Couch                              | Padri e figli                    | 8 aprile 2002     |                 |
| 20 | Greg's Promotion                               | La promozione                    | 15 aprile 2002    |                 |
| 21 | The Ring                                       | L'anello                         | 22 aprile 2002    |                 |
| 22 | Jimmy's Got Balls                              | Alla ricerca delle palle perdute | 29 aprile 2002    |                 |
| 23 | Vegas Vacation                                 | Vacanza a Las Vegas              | 6 maggio 2002     |                 |
| 24 | Making Baby                                    | Il figlio del destino            | 13 maggio 2002    |                 |